# Johannes Theodoor de Visser
Johannes Theodoor (of Theodorus) de Visser (Utrecht, 9 februari 1857 – Den Haag, 14 april 1932) was een vooraanstaand CHU-politicus en Nederlands eerste minister van Onderwijs.
De Visser was hervormd predikant. Hij kwam in 1897 voor de kleine Christelijk-Historische Kiezersbond in de Tweede Kamer en bleef daar (met onderbrekingen) tot 1918 lid van. In 1918 werd hij de eerste minister van Onderwijs in de twintigste eeuw (in de negentiende eeuw was er van 19 maart 1818 tot 30 maart 1824 een minister van Publiek Onderwijs, Nationale Nijverheid en Koloniën; functionaris was Mr. A.R. Falck.) Hij voltooide met zijn Lager-Onderwijswet de onderwijspacificatie. Hij bracht ook andere belangrijke onderwijswetgeving tot stand, zoals de Nijverheids-onderwijswet. Hij voerde in 1925, hoewel hij een afkeer had van het gebruik van Bijbelteksten in de Kamer, een theologisch getint debat over subsidie aan de Olympische Spelen. Na zijn ministerschap keerde hij terug in de Kamer als fractievoorzitter van de CHU. Hij raakte in onmin met zijn partijgenoten nadat hij in 1926 (tevergeefs) buiten zijn partij om een kabinet had proberen te vormen.
Op 31 augustus 1931 werd De Visser benoemd tot minister van staat. Een borstbeeld van J.Th. de Visser, vervaardigd door Han Wezelaar, werd in 1937 onthuld aan de Bezuidenhoutseweg nabij de Koekamp in Den Haag. Het bevindt zich nu in de hal van het ministerie van Onderwijs, Cultuur en Wetenschap. 